# Łosiewo (Kraj Krasnodarski)
Łosiewo (ros. Лосево) – chutor w Rosji, w Kraju Krasnodarskim, w rejonie kawkazskim. W 2010 liczył 1908 mieszkańców.